# Oliver H. Smith
Oliver H. Smith (Trenton, 1794. október 23. – Indianapolis, 1859. március 19.) az Amerikai Egyesült Államok szenátora (Indiana, 1837–1843).